# Église Saint-Sylvestre de Jailly
Pour les articles homonymes, voir église Saint-Sylvestre.
L'église Saint-Sylvestre de Jailly (Nièvre), est une église romane datant du XIIe siècle. 
Présentant une architecture sobre avec une construction en gradins compensant la déclivité du terrain, elle fait l’objet d’un classement au titre des monuments historiques par la liste de 1840.
Dans le Folklore de France, Paul Sébillot écrit : « Plusieurs églises ont été construites en un espace de temps prodigieusement court, par des personnages légendaires [...] Ce sont surtout les fées qui bâtissent les églises [...] Les fées n'ont pas réussi à terminer avant minuit l'église de Jailly, et depuis on a vainement essayé de reprendre leur œuvre. ».

## Présentation
Bâtie à flanc de coteau, l’église de Jailly s’adosse au massif de Saint-Saulge et domine la verdoyante vallée de la Canne. Elle est ouverte l'été et sur demande le reste de l'année.

## Historique
De la période médiévale à la Révolution, l'édifice appartient à un prieuré assez discret érigé par les moines clunisiens de la Charité. Une partie des terres de la commune leur est donné vers 1050. Les travaux de la prieurale commencent au XIe siècle pour se perpétuer jusqu’au XIIe.

Ce petit monastère rural mal connu suit le déclin sa maison-mère à la fin du Moyen Âge. Dans les visites clunisiennes des XIVe et XVe siècles, Jailly est décrit comme étant « de faible valeur » et ayant « un revenu modeste ». En 1470,  le prieur est seul à résider sur place, l'église et les bâtiments sont en très mauvais état tandis que le mobilier liturgique est dégradé. Cette tendance se poursuit au cours des siècles suivants : en 1731, François Gabriel du Verne prieur du lieu constate : « par défaut d’entretien et de couverture, l’église se trouve dans un état de très grande pauvreté ».

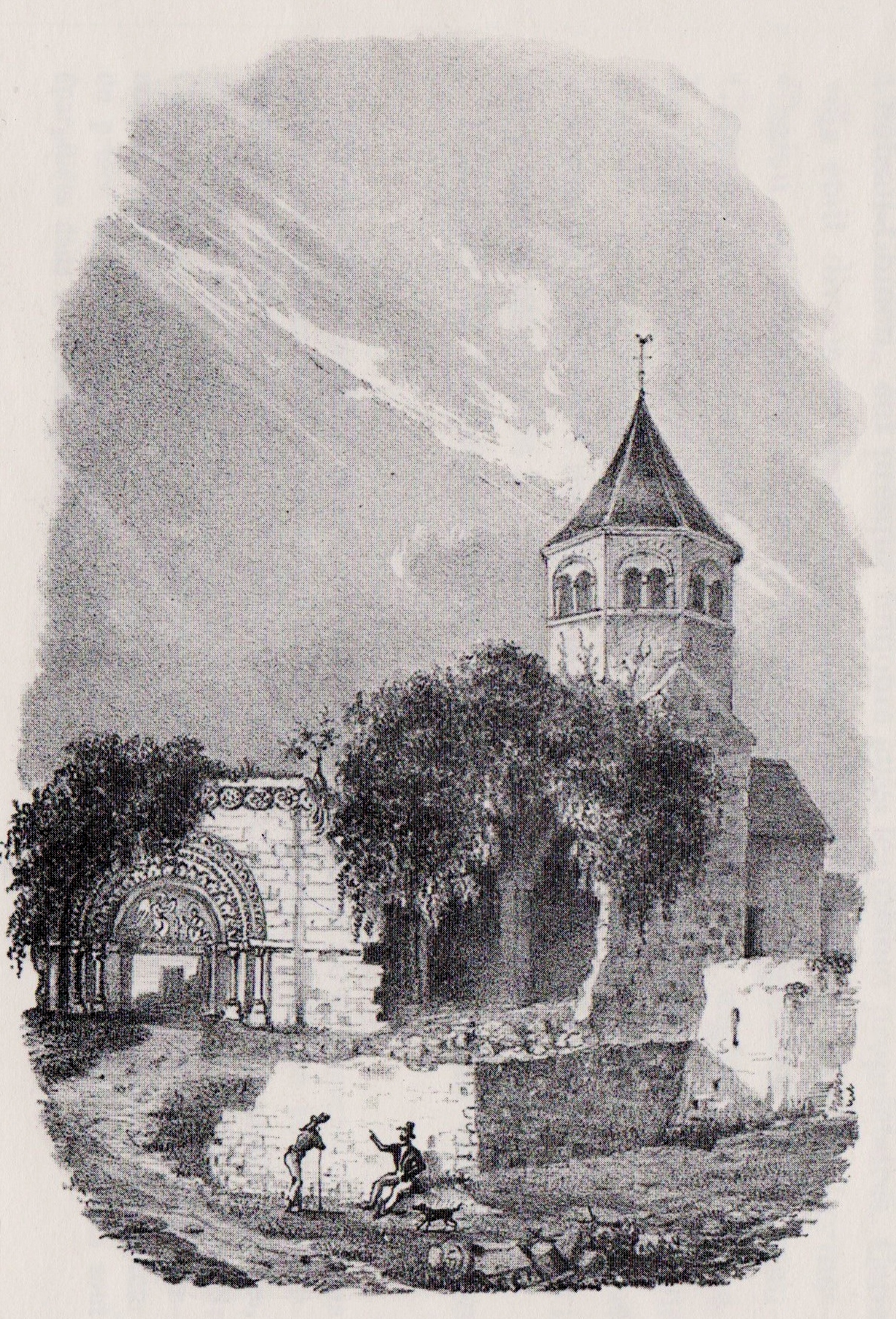
L'église de Jailly, dessin de Jean-Claude Barat.

À partir de 1773, un nouveau curé, Jean-Baptiste Laproye arrive à Jailly et alerte sur la vieille église qui est au bord de la ruine : la nef est détruite par un incendie et le clocher est sérieusement en grande souffrance. Il contacte alors l’intendant de la généralité de Moulins à deux reprises en 1778 et en 1787 : « les habitants dudit lieu, sont exposés à périr en l’église pendant les offices par son mauvais état, n’ayant aucune couverture ni charpente, les pluies, les neiges et les gelées ayant si fort endommagé les voûtes que chaque jour il en tombe partie ».
Arrive alors la Révolution et la reprise des biens du clergé comme biens nationaux, le curé achète l’église et les bâtiments du prieuré. À sa mort, Jean-Baptiste Laproye lègue l’église à la commune, les anciens bâtiments prieuraux revenant à son domestique. Vers 1833, la commune de Jailly qui a récupéré l’ancien prieuré le détruit.
En 1840 à la suite de l’intervention de Prosper Mérimée, l’église est inscrite sur la première liste des monuments historiques, elle est classée définitivement en 1886. Plusieurs campagnes de travaux et de sauvetage se succèdent tout au long des XIXe et XXe siècles, jusqu’à la dernière en 1995.

## Architecture

### Général
Commencée à la fin du XIe siècle et construite en plusieurs étapes jusqu’au siècle suivant, l'église de Jailly conserve encore sa façade, la dernière travée de la nef, le transept et le chœur à trois absides. L’ensemble est couronné d’un clocher octogonal particulièrement beau, ajouré de baies géminées.

### Extérieur

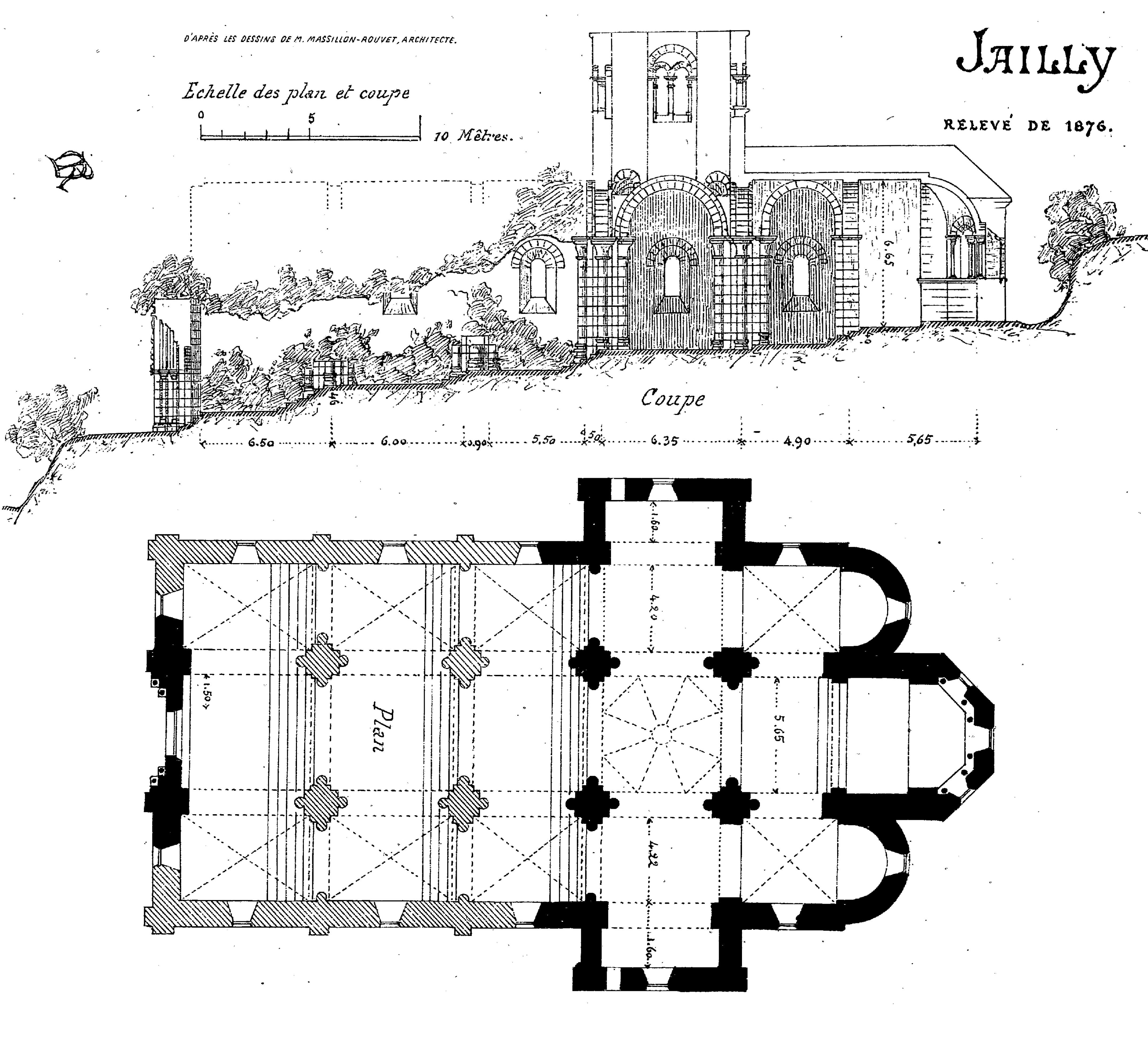
Dessin du plan et de la coupe de l'église de Jailly par Massillon-Rouvet.

Le chevet est construit en brèche granitique provenant de carrières voisines, c'est la partie la plus ancienne et une des mieux conservées de l'édifice. Par sa symétrie et sa rusticité, ce chevet ne manque pas de caractère. Entre deux absidioles en hémicycle aux murs percés d'une seule ouverture étroite, l'abside qui présente un plan pentagonal inhabituel dans la province est éclairée par trois baies, sobres, en plein cintre. À la suite d'une réfection maladroite, l'ensemble est couvert d'une grande toiture en bâtière soutenue par des pièces de charpente jusqu'aux pans coupés de l'abside et s'amortissant en retrait sur l'hémicycle coupé en sifflet des absidioles.
À peine saillants, les bras du transept sont éclairés au pignon par une étroite fenêtre et percés près de leur angle occidental d'une petite porte dont seule celle du bras nord est ancienne.
Monté sur la croisée du transept, le clocher octogonal rappelle celui de Saint-Laurent-l'Abbaye, Ourouër, Garchizy ou celui de Cluny. Son étage supérieur est percé, sauf sur la façade ouest aveugle, de baies géminées prises sous un arc de plein cintre et retombant sur des colonnettes. La baie unique éclairant la façade nord-ouest résulte d'une réfection. Sa flèche, modifiée vers 1877, était autrefois moins ambitieuse. 
De la nef primitive, seule la dernière travée subsiste avec ses collatéraux, rétablis en 1858-1859, en pierre calcaire de Saint-Benin-des-Bois. Le mur d'enveloppe des travées manquantes n'est resté apparent qu'au nord.
L'église Saint-Sylvestre n'a conservé de sa partie occidentale qu'un pan de façade avec fenêtre haute et avant-corps dans lequel s'ouvre un large portail. Le tympan aujourd'hui nu conservait à la fin du XIXe siècle des traces de peinture. Il est surmonté de trois voussures en plein cintre avec tores ou décoration de palmettes, de dents de scie, de besants, que cerne une archivolte ornée d'entrelacs. Les chapiteaux des colonnettes sont sculptés d'enlacements de galons perlés ou d'acanthes tandis que les piédroits sont décorés d'animaux affrontés et d'un masque tirant une langue épanouie par un rinceau de feuillage. 
Au-dessus de l'ensemble, comme à Donzy-le-Pré, se développe horizontalement une belle frise de rosaces identiques à celles de la tour nord de la prieurale de La Charité-sur-Loire. Protégé des souffles de l'ouest par un tilleul de l'époque de Sully au branchage curieusement tortueux et au pied duquel subsiste une pierre des morts, ce portail admirable est restauré en 1887, après une intervention de Prosper Mérimée dès 1835. 

### Intérieur

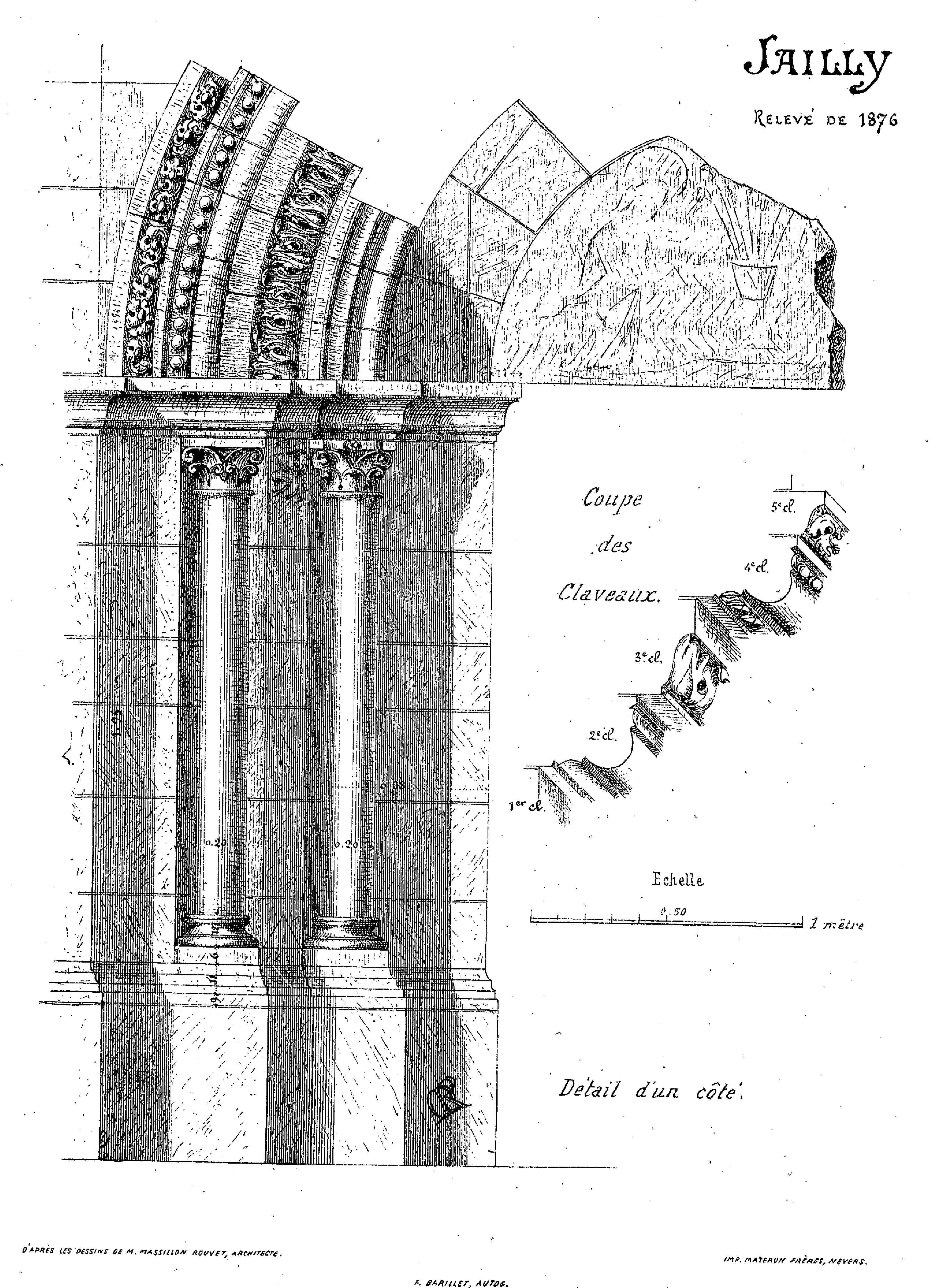
Détail du côté gauche du portail de l'église de Jailly par Massillon-Rouvet.

L'abside de Saint-Sylvestre de Jailly est précédée d'un chœur de type bénédictin comportant deux travées droites voûtées en berceau sur doubleau, flanqué de deux absidioles peu profondes prolongeant les bas-côtés. Les absides sont voûtées en cul-de-four. Selon une disposition assez peu usitée, mais qu'on retrouve à Champvoux, des bas-côtés couverts d'arêtes font communiquer les absidioles avec les croisillons du transept et s'ouvrent sur la seconde travée du chœur par une arcade en plein cintre. 
Cantonnée par de solides piles cruciformes, flanquées de colonnes engagées sur lesquelles prennent appui les grandes arcades en plein cintre, à double rouleau, la croisée du transept est couronnée d'une coupole octogonale sur trompes. Les bras sont voûtés en berceau. 
La dernière travée de la nef est reconstruite à partir de 1858, selon la disposition ancienne, mais elle n'est voûtée qu'en 1887-1889. Une maladroite prise d'alignement des piles a donné à cette travée une forme trapézoïdale et le collatéral sud est sensiblement plus court que le collatéral nord. Par suite de la déclivité du sol, les hauteurs des colonnes engagées sont par ailleurs curieusement inégales. Le pari du voûtement est demeuré celui du côté oriental. Les collatéraux sont toujours voûtés d'arêtes, mais les grands arcs et le berceau qui couvre la nef sont légèrement brisés.
La décoration des chapiteaux est curieusement rudimentaire, voire naïve. Certains ont pour tout ornement de petites volutes d'angle ou des dents-de-scie, d'autres sont simplement épannelés. Les plus riches sont décorés de feuilles de châtaignier ou de chêne stylisées, de palmettes, d'acanthes, de motifs en pommes de pin ou de masques étranges.

### Relevé de 1876

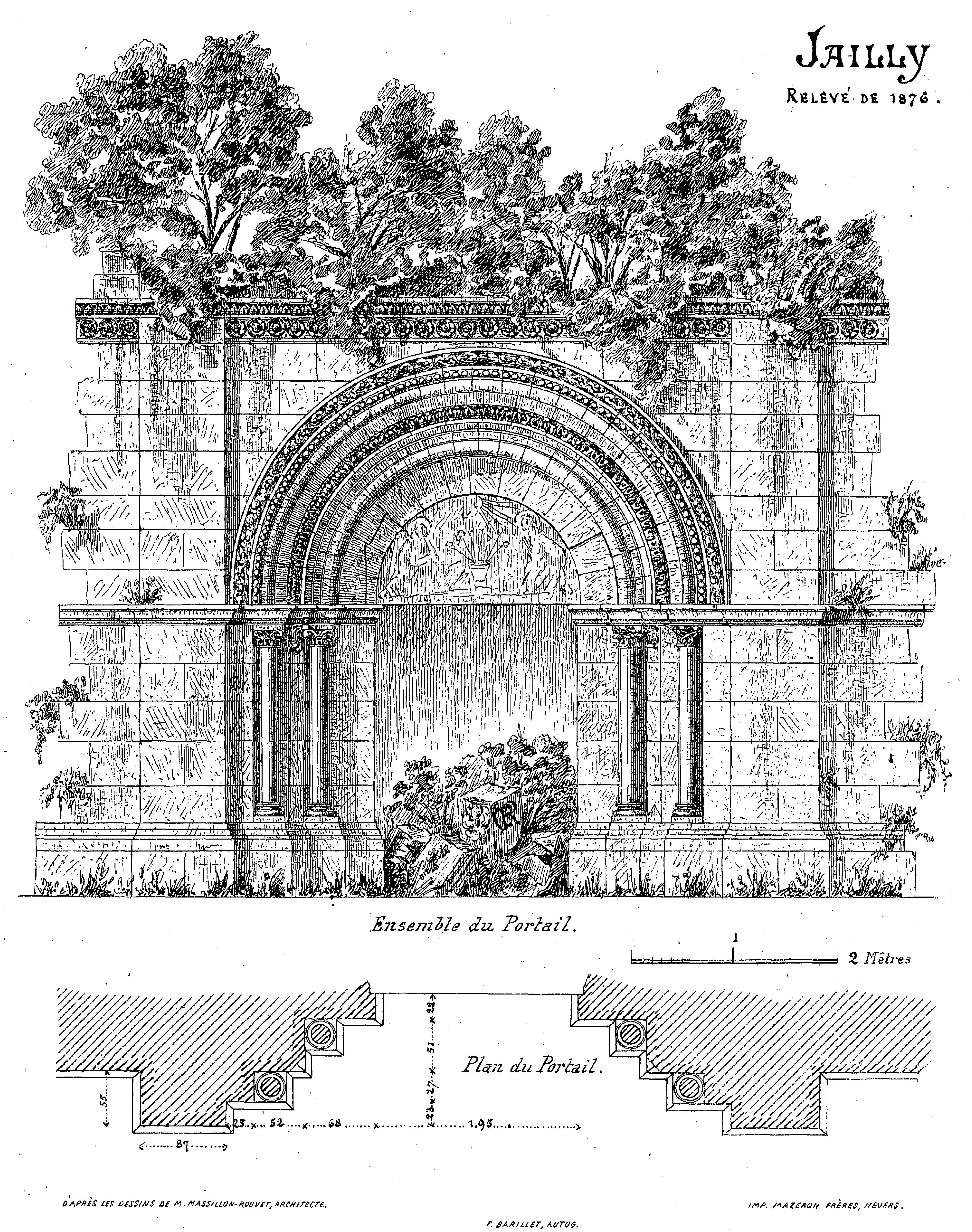
Dessin extrait de l'étude réalisée en 1876 par Massillon Rouvet.

En 1876, l'architecte diocésain Massillon Rouvet (1847-1914) effectue un relevé de l'église de Jailly. 
La façade de ce monument étant restée inachevée depuis de longs siècles, Massillon Rouvet rappelle à ce propos une légende populaire qui a cours dans le Nivernais et à laquelle a donné naissance l'interruption des travaux de l'église de Jailly.
« S'il faut en croire la tradition, l'église de Jailly n'est point une œuvre humaine, mais celle des fées. On montre, près de Saint-Bénin-des-Bois, la fontaine ou elles ont pris leur eau et on assure que leurs pas sont encore marqués dans les prés par des trainées de verdure qui tranchent sur le reste par leur vivacité. Mais vainement s'empressèrent-elles au travail : le jour vint trop tôt, et, suivant la loi qui régie leurs destinées, elles durent laisser le portail inachevé : il l'est en effet, et, disent les paysans, on a bien essayé de le parfaire depuis ; mais les maçons n'ont jamais pu faire tenir leur ciment ni leurs pierres. ».

## Mobilier
Une cloche en bronze datée de 1567 est  Classé MH (1943).

## Prieurs
Liste non exhaustive
- 1517 : Barthélémy Coquille ;
- 1563 : Guillaume du Lys ;
- 1572 : Jacques Regnault ;
- 1609 : Pierre Fontaine ;
- 1656 : Gabriel Claude Millin[7] ;
- Mentionné entre 1655 et 1659 : Sébastien Lemaire ;
- Mentionné entre 1667 et 1668 : Albert Busenot ;
- Mentionné entre 1687 et 1695 : Gilbert Mollier ;
- Mentionné entre 1709 et 1712 : Michel Panseron ;
- 1717 : Pierre de Lacombe ;
- Mentionné entre 1731 et 1745 : François Gabriel du Verne ;
- Mentionné entre 1776 et 1780 : Bernard Salvetat.

## Curés
Liste non exhaustive
- 1441 : Pierre Pillaut[8] ;

- Mentionné entre 1655 et 1670 : Paul Bault ;
- 1712 : Pierre Babotte ;
- 1724 : Louis-François Ferron ;
- 1740 : François Moreau ;
- 1745 : Augustin Peuvrel ;
- 1773 : Jean-Baptiste Laproye.